# 軒轅四
軒轅四（α Lyn，α Lyncis）是在北天星座天貓座的一顆視星等+3.13的亮星。不尋常的是，它是天貓座中唯一有拜耳名字的恆星。基於視差的觀測，它與地球的距離大約是203光年（62秒差距）。
這是一顆巨星，它耗盡了核心的氫，在演化上已經離開主序帶。它已經膨脹到太陽半徑的55倍，發射的光大約是太陽光度的673倍。估計該恒星外層的有效溫度為3882K，低於太陽5778K的有效溫度，使軒轅四呈現橙色的色調，這是K型恒星的特徵。
軒轅四疑似是顆小振幅的紅色變星，它的視星等能從+3.17提升至+3.12。這種變化模式通常發生在已經形成惰性碳核並被氦-融合殼層包圍的恆星中，並表明軒轅四正開始演化為米拉型變星。